# Adriaan Dirk van Assendelft de Coningh
Adriaan Dirk van Assendelft De Coningh (Bergen op Zoom, 12 april 1851 - Amsterdam, 15 juli 1923) was een Nederlands advocaat en burgemeester. Hij werd in 1875 commies-griffier bij de Tweede Kamer der Staten-Generaal. Negen jaar later, in 1884, werd Van Assendelft de Coningh burgemeester van Hengelo en bleef dat tot 1888. In dat jaar werd hij burgemeester van Leiderdorp, een functie die hij tot 1902 vervulde. In 1880 trouwde Van Assendelft de Coningh in Amsterdam met Anna Maria Louisa Elisabeth de Roever (1856-1938), met wie hij twee dochters en twee zonen kreeg.
Hij was Ridder in de Orde van Oranje-Nassau.